# امحمد جبرون
امحمد جبرون (مواليد 3 أغسطس1971 بإقليم تاونات)، مفكر، ومؤرخ وسياسي مغربي. تدور أعماله حول تطور الفكر السياسي الإسلامي إضافة إلى تاريخ المغرب الأقصى والأندلس منذ بداية مرحلتهما الإسلامية.
جبرون من الأعضاء المؤسسين لحزب العدالة والتنمية المغربي والذي نشط فيه على مستوى التنظير السياسي إلى أن استقال منه سنة 2017.
حاصل على الدكتوراه في التاريخ سنة 2005م من جامعة عبد الملك السعدي بتطوان، في موضوع «الفكر السياسي بالمغرب والأندلس في القرن 5هـ»، وحاصل على شهادة التأهيل الجامعي سنة 2016م. وفائز ب جائزة المغرب للكتاب

## سيرته
امحمد جبرون حاصل على الدكتوراه في التاريخ سنة 2005م من جامعة عبد الملك السعدي بتطوان، في موضوع «الفكر السياسي بالمغرب والأندلس في القرن 5هـ».
تلقى تعليمه الأولي والثانوي بمدينة طنجة، وبعد حصوله على شهادة البكالوريا سنة 1992 التحق بكلية الآداب بتطوان، شعبة التاريخ والجغرافيا. حصل على الإجازة سنة 1996، ثم شهلدة الدراسات المعمقة سنة 1997 في تخصص: الأندلس: تاريخ وحضارة.
قضى الأستاذ جبرون 13 سنة أستاذا للتعليم الإعدادي ثم الثانوي قبل أن يلتحق باتلعليم العالي سنة 2011. يشتغل جبرون حاليا أستاذا للتاريخ بكلية الآداب والعلوم الإنسانية بتطوان. ويقطن مع عائلته بمدينة طنجة منذ سبعينيات القرن العشرين.
ارتبط امحمد جبرون بالحركات الإسلامية المغربية مبكرا في أواخر سنوات 1980. انتمى إلى حركة التوحيد والإصلاح بطنجة سنة 1992 وكان ضمن الرعيل المؤسس لحزب العدالة والتنمية سنة 1996. كان من أهم المنظرين داخل الحزب وظل ناشطا فيه إلى غاية استقالته سنة 2017. خلقت استقالته في إبانها صدى واسعا في الصحافة المغربية.
له العديد من الكتب والدراسات والمشاركات العلمية والمحاضرات. لفت الانتباه إليه في السنوات الأخيرة بآرائه المثيرة في عدد من القضايا الثقافية الإسلامية، وبوجهة نظره الخاصة حول معضلات التحول الديموقراطي بالعالم العربي والمغرب على وجه الخصوص.
من أشهر مؤلفاته ثلاثيته حول تاريخ المغرب من ظهور الإنسان العاقل إلى وفاة الملك الحسن الثاني والتي صدرت أجزاءه على مدى أربع سنوات (2019-2023).
سنة 2019 أصدر سلسلة مصورة من جزءا حول تاريخ المغرب موجهة للشباب والأطفال. في نفس السنة، أصدر كتابه «تاريخ المغرب الأقصى: من الفتح الإسلامي إلى الاحتلال» والذي أحاط خلاله بالعوامل الاقتصادية والثقافية التي ساهمت في التشكيل التدريجي للمغرب المعاصر ككيان سياسي، إضافة إلى الدور والكبير والحاسم للإسلام في تشكيل المغرب الأقصى سياسيا وحضاريا.

## مؤلفاته
- تاريخ المغرب القديم: من ظهور الإنسان العاقل إلى الفتح الإسلامي (22023).
- تاريخ المغرب المعاصر: من الحماية إلى وفاة الملك الحسن الثاني (2022).
- تاريخ المغرب الأقصى من الفتح الإسلامي إلى الاحتلال، منتدي العلاقات العربية والدولية، الدوحة قطر 2019.
- تاريخ المغرب للأطفال واليافعين - سلسلة من 19 أجزاء (2024) - دار الإحياء للنشر والتوزيع - طنجة.
- نشأة الفكر السياسي الإسلامي وتطوره، منتدى العلاقات العربية والدولية، 2016، كتاب حاصل على جائزة المغرب للكتاب
- الفكر السياسي في المغرب والأندلس في القرن الخامس الهجري، 2008
- الإسلام والحداثة
- المقاصد في الفكر الإصلاحي الإسلامي
- إشكالية الوظيفة الدينية في الدولة المعاصرة (2011).
- إمكان النهوض الإسلامي - قراءة نقدية في المشروع الإصلاحي  (2012).
- فصول من تاريخ المغرب والاندلس
- مفهوم الدولة الإسلامية: أزمة الأسس وحتمية الحداثة (2014).
- هدي القرآن في السياسة والحكم: أطروحة في بناء المعاملات السياسية على القيم (2019).
- مع الإصلاحية العربية في تمحلاتها 2016).
- تجربة الحوار الثقافي مع الغرب (2014).
- شفشاون قديسة الجبل
- انشقاق الهوية
- أزمة العلاقة بين الإسلاميين والعلمانيين: رؤى في نقد الانشقاق
- الملكية في أفق جديد: أسئلة الدين والديموقراطية والنموذج التنموي (2023).

## جوائز
فاز كتابه «نشأة الفكر السياسي الإسلامي وتطوره» بجائزة المغرب للكتاب في مجال العلوم الإنسانية في العام 2016.
فاز بجائزة العلوم والإنسانية والاجتماعية التي يمنحها المركز العربي للأبحاث ودراسة السياسات سنة 2012.
فاز بجائزة دبي الثقافية سنة 2009.

## روابط خارجية
- امحمد جبرون على مؤسسة مؤمنون بلا حدود
- صفحة امحمد جبرون على موقع goodreads.com